# キョウソヤドリコバチ
キョウソヤドリコバチ（蠁蛆寄生小蜂） Nasonia vitripennis は、様々なハエの蛹に産卵する寄生蜂である。キョウソヤドリコバチが寄生するハエの種は通常、キンバエとニクバエである。この性質はキョウソヤドリコバチをこれらの害虫の生物農薬として有用なものにしている。
寄生バチ Nasonia 属には4種の近似種、N. vitripennis (Walker, 1836)、N. giraulti (Darling, 1990)、N. longicornis (Darling, 1990)、N.  oneida (Raychouhury & Desjardins, 2010)がある。N. vitripennis は世界中に広く分布し、他の3種は北米に分布する。

## 形態
体長およそ2〜3mmの小型のハチで、全身は黒色で光沢がある。触角は黒褐色。脚は黄色。オスの翅は矮小型。

## 生活史
卵は宿主となるハエの囲蛹殻に生み付けられる。メスが宿主の囲蛹殻に遭遇すると、最初に、宿主を調べて、宿主の囲蛹殻壁を通して産卵管で穴をあけ、毒液を注入する。そして、メスは、囲蛹殻壁の下に宿主に産卵し始める。Sarcophaga bullata 蛹1つあたりおよそ20〜50個の卵が生み付けられる。25℃では、産み付けられた卵はおよそ36時間後に、孵化する。
幼虫は、産卵してからおよそ9日後に、宿主の中で蛹化する。蛹の発育はおよそ3日かかる。
新成虫は囲蛹殻に穴を空けて脱出する。産卵から新成虫の脱出までに14日間かかる。
交配は宿主から出現した直後から行われる。求愛は、簡潔であり（通常、1〜2分かかって）、典型的な求愛誇示にかかわる。交配の後に、メスは新しい宿主を求めて自分の生まれた宿主から分散する。

## 飼育方法
Nasonia の系統はプラスチック、ガラスバイアルまたは試験管で容易に維持できる。成虫が羽化してきたら、宿主を新しいバイアル（およそ1〜2匹のハチあたり1宿主）の中に入れる。バイアルをより低温におくことによって生活史の速度を減少させたり、または早くすることができる（最大はおよそ28°C）。必要なら、2、3週間は冷蔵庫で生活史を停止させることもできる。黄色蛹ステージと成虫段階が最も容易に保存可能だが、他のライフ・ステージでも可能である。また、数週間25℃で成虫メスを10%スクロース溶液を与えることで生かすことができる。そして、新鮮な宿主を提供した場合、メスを1か月以上生存させることができる。